# Phyllocnistis ephimera
Phyllocnistis ephimera là một loài bướm đêm thuộc họ Gracillariidae. Nó được tìm thấy ở Queensland.